# Беласиця (Струмиця)
Футбольний клуб «Беласиця» або просто «Беласиця» (мак. Фудбалски клуб Беласица) — македонський футбольний клуб з міста Струмиця, створений у 1922 році.

## Історія

### Ініціатива
До створення Беласиці велика група друзів, переважно ремісників, мала власний футбольний клуб. Кожен з них був зобов'язаний за власні кошти забезпечувати себе спортивним екіперуванням за власний рахунок. Футбольні матчі, які проводили між собою клуби, почали привертати увагу глядачів. Через декілька років вони дізналися, що в Скоп'є та інших містах діють футбольні клуби, які офіційно зареєстровані та виступають у змаганнях під егідою Лоптацького союзу.

### Заснування
Дізнавшись цю інформацію, група ентузіастів вирішила офіційно зареєструвати клуб. Так, у серпні 1922 року в кафе Ташо Тодорова зібралося близько п'ятдесяти ініціаторів засновнування клубу, а футбольний клуб «Беласиця» (Струмиця) був офіційно заснований 22 квітня 1922 року. Згідно з документами, які дійшли до нашого часу, клуб було засновано 13 серпня 1922 року в таверні Ташо Тодорова. Гіоргі Москов був обраний першим президентом, секретарем став Томе Куюнджиєв, а казначеєм — Росто Перов.

### Перші роки
Перший шкіряний м'яч був куплений селянами в Баніці за три ліри, його залишили англійські солдати після завершення Першої світової війни. Трохи пізніше поле було перенесене на місце сучасного стадіону «Младост». Спочатку цей переїзд було відкладено, оскільки новообраний президент клубу Мілутин Кажик вирішив витратити значну кількість коштів на дошки для паркету, щоб фехтувальну залу для дітей.
Перший матч на новому стадіоні — проти «Победи» зі Скоп'є, в якому «Беласиця» поступилася з рахунком 0:1.
Наступного року після свого заснування «Беласиця» була зареєстрована в Белградському футбольному союзі, після чого клуб погодився з класичними правилами гри в футбол та можливістю виступати в футбольних змаганнях під егідою союзу. До 1927 року «Беласиця» грала лише товариські матчі, в першу чергу з клубами зі Струмиці («Тиверія»), Велеса, Штипу, Скоп'є, але коли у цьому році був утворений Підсоюз футболу Скоп'є, розпочали проводити офіційні матчі, клуби з Македонії були розділені за регіонами: Скоп'є, Велес, Бітола, така ситуація тривала до завершення Другої світової війни, коли в 1946 році було зіграно перший чемпіонат Македонії.

### У складі Македонії
Починаючи з післявоєнного періоду «Беласиця» залучав до своїх рядів ремісничу молодь, а також був найбільшим та єдиним організатором спортивного, культурного та розважального життя міста. Також у клубу був свій оркестр та аматорська команда.

### Новітній час
У лютому 2015 року ФК «Беласиця» отримав нового власника — Славчо Васкова, який також був і спаввласником стадіону «Младост». У березні 2015 року клуб змінив свій логотип.

## Досягнення

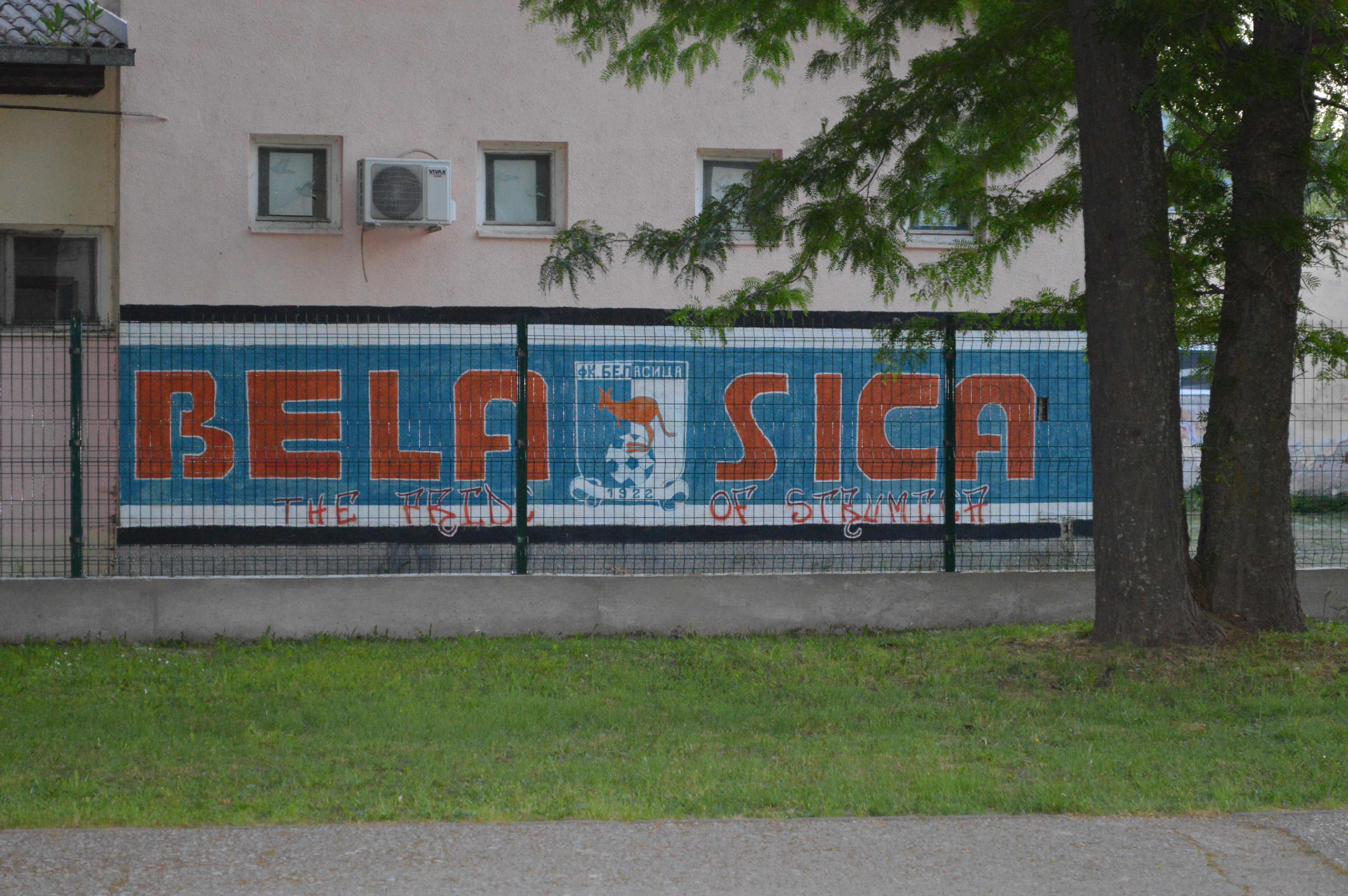
Графіті в парку міста Струмиця, присвячена місцевому клубі «Беласиця».

- Чемпіонат Республіки Македонія
  -  Чемпіон (4): 1956, 1958, 1983, 1988
- Кубок Республіки Македонії
  -  Володар (2): 1984, 1986
- Македонська футбольна Друга ліга
  -  Чемпіон (2): 1999/00, 2017/18
- Македонська футбольна Перша ліга
  -  Срібний призер (2): 2001/02, 2002/03

## Статистика виступів

### Національний чемпіонат (останні сезони)
| Сезон   | Ліга              | Ліга | Ліга | Ліга | Ліга | Ліга | Ліга | Ліга | Ліга   | Кубок      | Єврокубки  | Єврокубки |
| Сезон   | Дивізіон          | Іг   | В    | Н    | П    | ЗМ   | ПМ   | О    | Міс    | Кубок      | Єврокубки  | Єврокубки |
| ------- | ----------------- | ---- | ---- | ---- | ---- | ---- | ---- | ---- | ------ | ---------- | ---------- | --------- |
| 1992–93 | Перша ліга        | 34   | 12   | 10   | 12   | 41   | 44   | 34   | 9-е    |            |            |           |
| 1993–94 | Перша ліга        | 30   | 7    | 12   | 11   | 35   | 48   | 26   | 12-е   | 1Р         |            |           |
| 1994–95 | Перша ліга        | 30   | 11   | 4    | 15   | 48   | 62   | 37   | 10-е   |            |            |           |
| 1995–96 | Перша ліга        | 28   | 9    | 6    | 13   | 34   | 38   | 33   | 9-е    |            |            |           |
| 1996–97 | Перша ліга        | 26   | 9    | 6    | 11   | 32   | 41   | 33   | 10-е   | Гр. раунд  |            |           |
| 1997–98 | Перша ліга        | 25   | 8    | 4    | 13   | 25   | 35   | 41   | 13-е ↓ | 1/4 фіналу |            |           |
| 1998–99 | Друга ліга (Схід) | 29   | 19   | 2    | 8    | 58   | 30   | 59   | 2-е    |            |            |           |
| 1999–00 | Друга ліга (Схід) | 30   | 27   | 0    | 3    | 116  | 19   | 72   | 1-е ↑  | 1Р         |            |           |
| 2000–01 | Перша ліга        | 26   | 17   | 4    | 5    | 56   | 22   | 55   | 4-е    | 1/4 фіналу |            |           |
| 2001–02 | Перша ліга        | 20   | 11   | 3    | 6    | 29   | 22   | 36   | 2-е    | 2Р         |            |           |
| 2002–03 | Перша ліга        | 33   | 20   | 9    | 4    | 50   | 32   | 69   | 2-е    | 1/2 фіналу | Кубок УЄФА | Кв.Р.     |
| 2003–04 | Перша ліга        | 33   | 10   | 6    | 17   | 37   | 55   | 36   | 10-е   | 2Р         | Кубок УЄФА | Кв. Р.    |
| 2004–05 | Перша ліга        | 33   | 14   | 6    | 13   | 53   | 47   | 48   | 8-е    | 1Р         |            |           |
| 2005–06 | Перша ліга        | 33   | 2    | 2    | 29   | 22   | 84   | 8    | 12-е ↓ | 2Р         |            |           |
| 2006–07 | Друга ліга        | 33   | 11   | 7    | 15   | 36   | 59   | 40   | 9-е    | 1Р         |            |           |
| 2007–08 | Друга ліга        | 32   | 16   | 7    | 9    | 49   | 37   | 55   | 4-е    |            |            |           |
| 2008–09 | Друга ліга        | 29   | 10   | 8    | 11   | 34   | 33   | 38   | 8-е    | 2Р         |            |           |
| 2009–10 | Друга ліга        | 26   | 10   | 3    | 13   | 28   | 39   | 33   | 8-е    | 2Р         |            |           |
| 2010–11 | Друга ліга        | 26   | 13   | 4    | 9    | 39   | 26   | 43   | 5-е    | 1Р         |            |           |
| 2011–12 | Друга ліга        | 30   | 4    | 6    | 20   | 27   | 56   | 18   | 16-е ↓ |            |            |           |
| 2012–13 | Третя ліга - Схід | 33   | 23   | 3    | 7    | 102  | 23   | 72   | 4-е    | 1Р         |            |           |
| 2013–14 | Третя ліга - Схід | 26   | 23   | 1    | 2    | 82   | 16   | 70   | 1-й    | 1Р         |            |           |
| 2014–15 | Третя ліга - Схід | 22   | 18   | 3    | 1    | 66   | 11   | 57   | 1-е    | 1Р         |            |           |
| 2015–16 | Третя ліга - Схід | 22   | 12   | 2    | 8    | 49   | 27   | 38   | 3-є    | 1Р         |            |           |
| 2016–17 | Третя ліга - Схід | 27   | 24   | 1    | 2    | 126  | 14   | 73   | 1-е ↑  | 1Р         |            |           |
| 2017–18 | Третя ліга - Схід | 25   | 18   | 5    | 2    | 81   | 11   | 59   | 1-е ↑  | 1Р         |            |           |

### В єврокубках
| Сезон   | Змагання   | Раунд                 | Клуб      | Вдома | На виїзді | Загалом |  |
| ------- | ---------- | --------------------- | --------- | ----- | --------- | ------- |  |
| 2002–03 | Кубок УЄФА | Кваліфікаційний раунд | «Лейшойш» | 2–2   | 1–2       | 3–4     |  |
| 2003–04 | Кубок УЄФА | Кваліфікаційний раунд | «Цельє»   | 2–7   | 0–5       | 2–12    |  |

## Уболівальники
У період з 1987 по 1988 рік, коли «Беласиця» вийшла до Другої футбольної ліги Югославії, утворилися дві фанатські групи: «Блу Дрегонс» та «Кров і м'ясо». Спочатку їх кількість не перевищувала цифру в 300 осіб. Згодом обидві групи об'єдналися під назвою «Айдуци».

## Стадіон
Стадіон «Младост» — поліфункціональний стадіон у Струмиці, Республіка Македонія. Зараз він використовується для проведення футбольних матчів, його місткість — 6 000 сидячих місць.

## Відомі граві
Клуб відомий підготовкою футболістів, які грають на найвищому рівні. На даний час у збірній Македонії виступають 4-5 гравців, які пройшли школу «Беласиці».
- Горан Пандев
- Ацо Стойков
- Ігор Гюзелов
- Роберт Попов
- Горан Попов
- Зоран Балдовалієв
- Данчо Масєв
- Горан Мазнов
- Благой Істатов